# 星暴防空导弹
星爆是英国的单兵便携式地对空导弹，由位于贝尔法斯特的 肖特导弹系统公司研制。用于替代标枪防空导弹。英军装备已经被星光防空导弹取代。

## 开发
是标枪防空导弹的发展型号，把原来的无线指令制导体系换为激光制导。1990年入役。1993年开始大规模替换标枪防空导弹。

## 型号
- 星爆LML (轻型多联发射装置)
- 星爆VML (车载多联发射装置)
- 星爆NML (舰载多联发射装置)
- 星爆-星光热成像
- 星爆SR2000

## 装备者

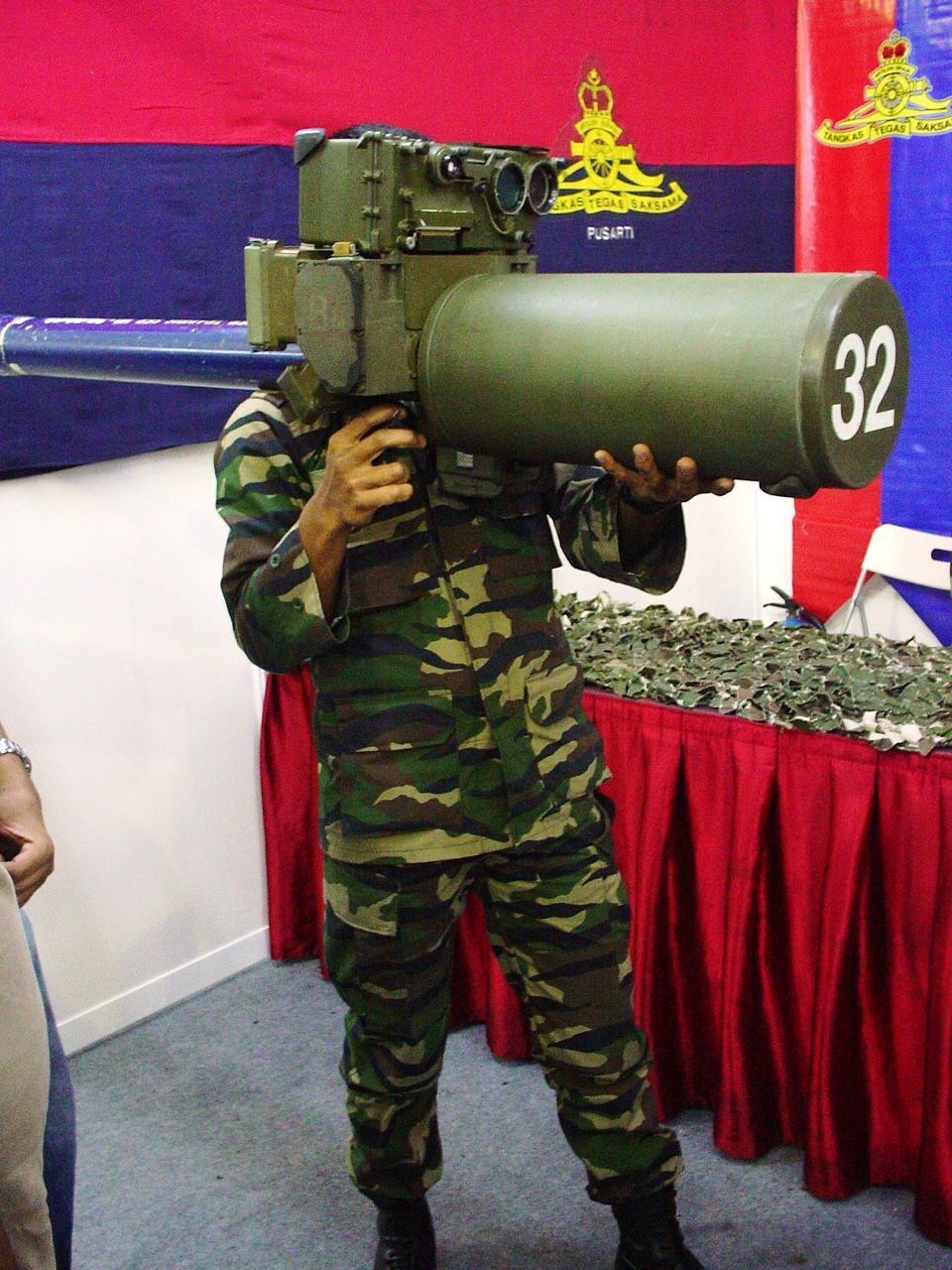
馬來西亞陸軍的士兵在展示中體驗使用星爆飛彈。

- 加拿大, 加拿大陆军
- 英国, 英国陆军
- 科威特: 科威特空军
- 马来西亚: 马来西亚陆军